# Márta Mészáros
Márta Mészáros (Boedapest, 19 september 1931) is een Hongaars regisseuse.

## Levensloop
Márta Mészáros werd geboren als de dochter van een beeldhouwer en een lerares Duits. Haar vader was een geëngageerd lid van de Hongaarse communistische partij. In 1936 emigreerde ze met haar familie naar de Sovjet-Unie. Haar vader zou er een kunstacademie gaan leiden in Kirgizië. In 1938 werd hij echter gearresteerd in het kader van de Grote Zuivering. Sindsdien heeft Mészáros nooit meer iets van haar vader vernomen. Na de oorlog keerde ze terug naar haar vaderland. Ze ging nog eens terug naar de Sovjet-Unie voor haar studie aan de filmschool van Moskou. Opnieuw in Hongarije draaide ze vooral documentaires. In 1968 realiseerde ze haar eerste speelfilm. Het was de eerste film in Hongarije die door een vrouw werd geregisseerd. In het buitenland verwierf ze naamsbekendheid met de film Adoptie (1975), waarvoor ze de Gouden Beer won op het filmfestival van Berlijn. Daarnaast draaide ze enkele autobiografische dagboekfilms over haar familiegeschiedenis. Mészáros was een tijdlang getrouwd met regisseur Miklós Jancsó.

## Filmografie (selectie)
- 1975: Örökbefogadás
- 1980: Örökség
- 1984: Napló gyermekeimnek
- 1987: Napló szerelmeimnek
- 1990: Napló apámnak, anyámnak